# Oasis (Nuevo México)
Oasis es un lugar designado por el censo ubicado en el condado de Sierra en el estado estadounidense de Nuevo México. En el Censo de 2010 tenía una población de 149 habitantes y una densidad poblacional de 27,53 personas por km².

## Geografía
Oasis se encuentra ubicado en las coordenadas 32°55′40″N 107°18′59″O / 32.92778, -107.31639. Según la Oficina del Censo de los Estados Unidos, Oasis tiene una superficie total de 5.41 km², de la cual 5.41 km² corresponden a tierra firme y (0%) 0 km² es agua.

## Demografía
Según el censo de 2010, había 149 personas residiendo en Oasis. La densidad de población era de 27,53 hab./km². De los 149 habitantes, Oasis estaba compuesto por el 91.28% blancos, el 1.34% eran afroamericanos, el 2.01% eran amerindios, el 0.67% eran asiáticos, el 0% eran isleños del Pacífico, el 2.68% eran de otras razas y el 2.01% pertenecían a dos o más razas. Del total de la población el 12.08% eran hispanos o latinos de cualquier raza.